# Piotr Pękala
Piotr Pękala, né le 4 août 1998 à Kurów, est un coureur cycliste polonais.

## Biographie
Piotr Pękala est originaire de Kurów, un village situé à l'est de la Pologne. Durant son enfance, il joue d'abord au football, comme bon nombre de jeunes,. Son père l'encourage toutefois à se lancer dans le cyclisme. Après une requête d'un professeur de sport, il effectue un test concluant au KS Pogoń Mostostal Puławy, une équipe locale. Il poursuit sa progression dans les catégories de jeunes avec ce club. 
En 2016, il devient champion de Pologne de la montagne chez les juniors (moins de 19 ans). Il évolue ensuite dans la réserve de la formation Worldtour CCC en 2019 et en 2020. Lors de sa deuxième saison avec l'équipe, il montre ses qualités de grimpeur en terminant quatrième d'une étape du Tour de Roumanie, huitième du Bałtyk-Karkonosze Tour ou encore neuvième du Tour du Frioul-Vénétie julienne. 
En 2021, l'équipe CCC disparaît. Piotr Pękala redescend alors chez les amateurs. Durant l'été, il se classe cinquième du Mémorial Henryk Łasak. Il retrouve finalement le niveau continental en 2022 chez Santic-Wibatech. Sous les couleurs de cette structure, il réalise une bonne année 2023 en terminant deuxième du Mémorial Jana Magiery, troisième du championnat de Pologne de la montagne et surtout quatorzième de la CRO Race, au milieu des professionnels. 
En 2024, il remporte la première victoire de sa carrière lors de Belgrade-Banja Luka, où il s'impose au sommet de la troisième étape en solitaire. Cela lui permet également de prendre la tête du classement général, qu'il défend avec succès lors de la dernière étape.

## Palmarès et résultats

### Palmarès par année
- 2016
  -  Champion de Pologne de la montagne juniors
  - 2e du championnat de Pologne du contre-la-montre en duo juniors
- 2017
  - 3e du championnat de Pologne de poursuite par équipes
- 2023
  - 2e du Mémorial Jana Magiery
  - 3e du championnat de Pologne de la montagne
- 2024
  - Belgrade-Banja Luka :
    - Classement général
    - 3e étape

  - 5e étape du Tour de la Bataille de Varsovie
  - 3e de l'Okolo Jižních Čech

### Classements mondiaux
| Année                                 | 2018  | 2019  | 2020  | 2021  | 2022  | 2023 |
| ------------------------------------- | ----- | ----- | ----- | ----- | ----- | ---- |
| Classement mondial                    | 2799e | 2863e | 1370e | 1607e | 1182e | 998e |
| UCI Europe Tour                       | 1853e | 1772e | 1037e | 1134e | 825e  | nc   |
|                                       |       |       |       |       |       |      |
| Légende : nc = non classéSource : UCI |       |       |       |       |       |      |